# Toques
Toques es un municipio de España en la provincia de La Coruña, comunidad autónoma de Galicia. Pertenece a la comarca de Tierra de Mellid y al partido judicial de Arzúa.

## Parroquias
Parroquias que forman parte del municipio:
- Brañas (Santa Mariña).
- Capela (Santa María).
- Mangüeiro (Santo Tomé)
- Monte (San Julián).
- Monte (Santa Eufemia).
- Oleiros (San Martín).
- Ordes (Santa María).
- Paradela (San Paio).
- Villamor (San Esteban).
- Vilouriz (Santiago).

## Geografía
La capitalidad del ayuntamiento es el lugar de Souto, parroquia de A Capela, que dista 7 km de Melide, capital de la comarca.
Los límites del ayuntamiento son por el norte los montes de Bocelo (ayuntamiento de Sobrado dos Monxes) ; al este la sierra del Careón y los montes de Corno do Boi (ayuntamientos de Palas de Rei y Friol). Al sur y oeste, el concello se abre a través de valles al ayuntamiento de Melide.
El río Furelos (afluente del Ulla) discurre por el concello en dirección norte-sur, desde su nacimiento en las brañas de Porto Salgueiro (Brañas) hasta su entrada en el concello de Melide en Furelos. Tiene varios afluentes como el río da Toca y el río Montelén.
Toques destaca por sus paisajes, su naturaleza, sus ríos, bosques y montes donde se localiza una rica y variada flora y fauna. Entre la fauna que podemos encontrar en Toques figuran el jabalí, corzo, zorro, lobo, nutria, marta, jineta, tejón, perdiz, conejo, liebre, ardilla, becacina, becada, cernícalo, azor, ratonero común, lechuza, cárabo, etc. Los aficionados a la naturaleza y en especial a la ornitología tienen en Toques un lugar idóneo para satisfacer sus inquietudes. Sus ríos son agraciados con truchas de reconocida fama. El 40% del territorio de Toques está incluido en la Red Natura 2000.

## Patrimonio

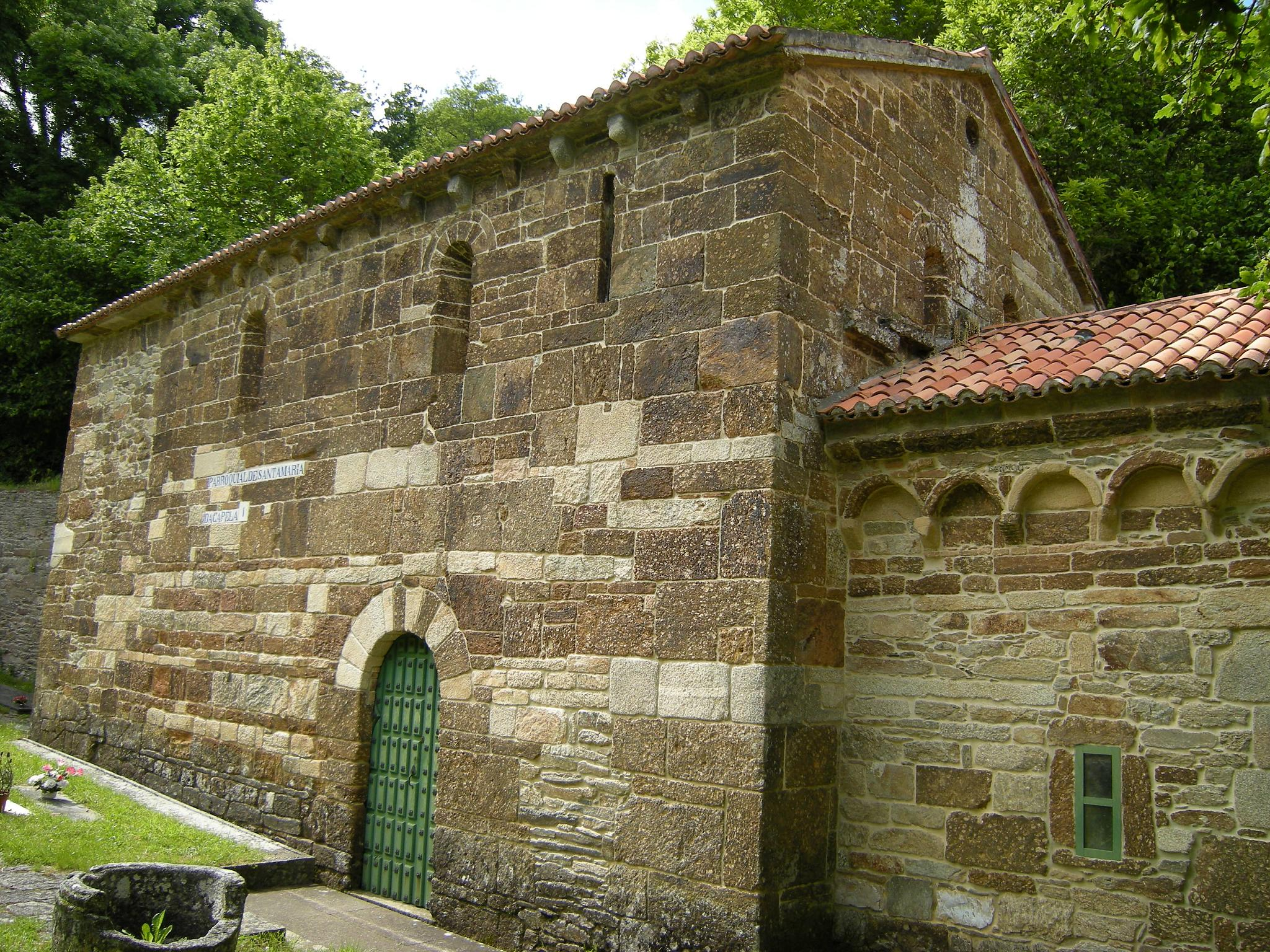
Iglesia de San Antolín en A Capela.

Es de destacar también en Toques su patrimonio arqueológico siendo abundantes los castros celtas y monumentos megalíticos (dólmenes). El castro de A Graña (A Capela) localizado a 1,5 km de Souto, capital del ayuntamiento, fue excavado en los años 90 por un equipo de arqueólogos de las Universidades de Santiago de Compostela y Łódź (Polonia) y se puede visitar. El dolmen "Forno dos Mouros", localizado en las proximidades de la aldea de Muruxosa (A Capela) ha sido objeto de recientes rehabilitaciones (2010) y es accesible sin dificultad.
La iglesia de la parroquia de A Capela, San Antolín de Toques, es un templo románico (siglo XII) de extraordinario interés localizado en un marco natural impresionante en las márgenes del río da Toca formado por un bosque autóctono impenetrable.

## Economía
La actividad económica de Toques se centra esencialmente en la ganadería de vacuno tanto de leche como de carne, y también en el sector forestal.

## Otros datos
Las festividades oficiales de Toques (al margen de las propias de cada parroquia) son los días 3 de septiembre (San Antolín) y el 15 de mayo (San Cidre).
Para llegar a Toques se puede acceder desde Melide (La Coruña), por la carretera comarcal Melide-Friol (si se accede desde Santiago, Ourense o Lugo). También se puede acceder desde la Autovía A6, abandonándola en Montesalgueiro o en el cruce de la A6 con la carretera de Oviedo, y desde allí dirigirse a Teixeiro y de ahí a Sobrado dos Monxes, que es ayuntamiento colindante con Toques. Hay señalizadas numerosas rutas de senderismo que atraviesan parajes de Toques rodeados de naturaleza autóctona muy bien conservada.
Por otro lado, una variante del Camino de Santiago, "El Camino Primitivo" o "Camino de Oviedo", atraviesa las parroquias toquenses de Vilouriz y Vilamor, y continúa hasta Melide donde confluye con el "Camino Francés". El "Camino Primitivo" es la rama del camino que desde Asturias entra en Galicia por las montañas de Fonsagrada (Lugo), y pasando por Lugo capital, abandona la provincia de Lugo por el norte del ayuntamiento de Palas de Rei, introduciéndose ya en Toques por la Parroquia de Vilouriz. Es usado cada vez por un mayor número de peregrinos, que encuentran en esta ruta una positiva alternativa al "Camino Francés", pues entre otras cosas ofrece más tranquilidad en épocas en las que la ruta francesa presenta mayor congestión de peregrinos.

## Geografía humana

### Demografía
Cuenta con una población de 1070 habitantes (INE 2024).
| Gráfica de evolución demográfica de Toques entre 1842 y 2021                                                          |
| |
| Población de derecho según los censos de población del INE. Población de hecho según los censos de población del INE. |

| 1956                       | 1735 | 1580 | 1530 | 1265 |
| (Fuente: [cita requerida]) |      |      |      |      |

## Monumentos y lugares de interés
- Iglesia de San Antolín de Toques